# Edison (poemat)

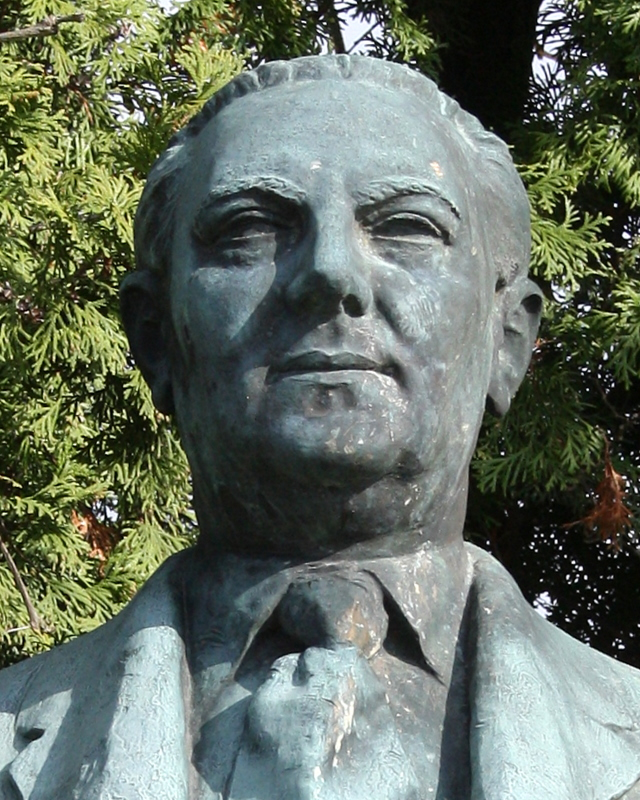
Pomnik Vítězslava Nezvala w Dalešicach

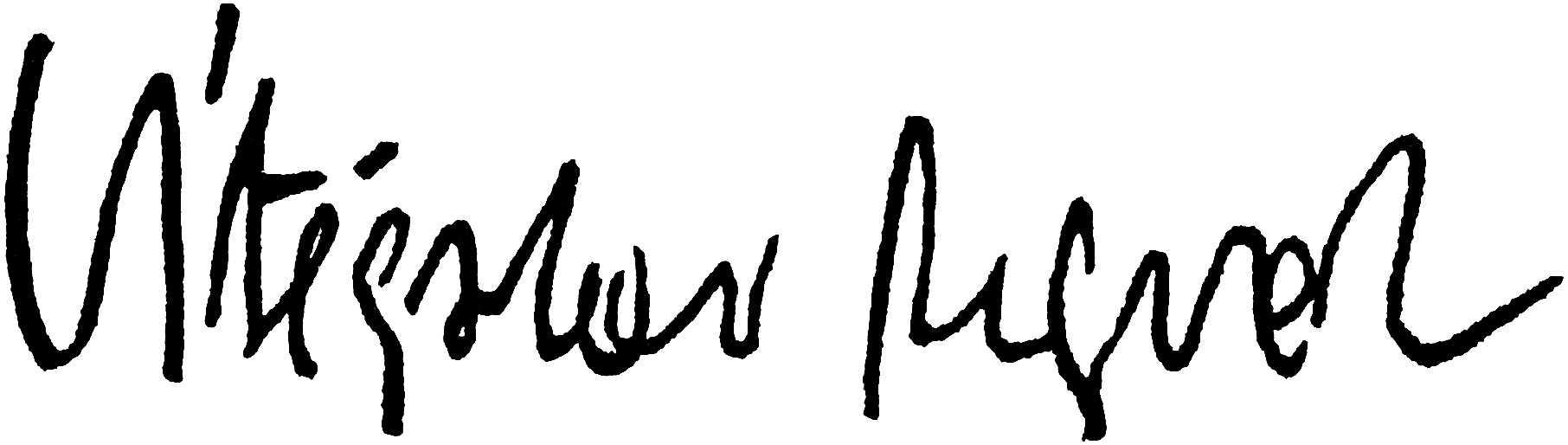
Podpis Vítězslava Nezvala

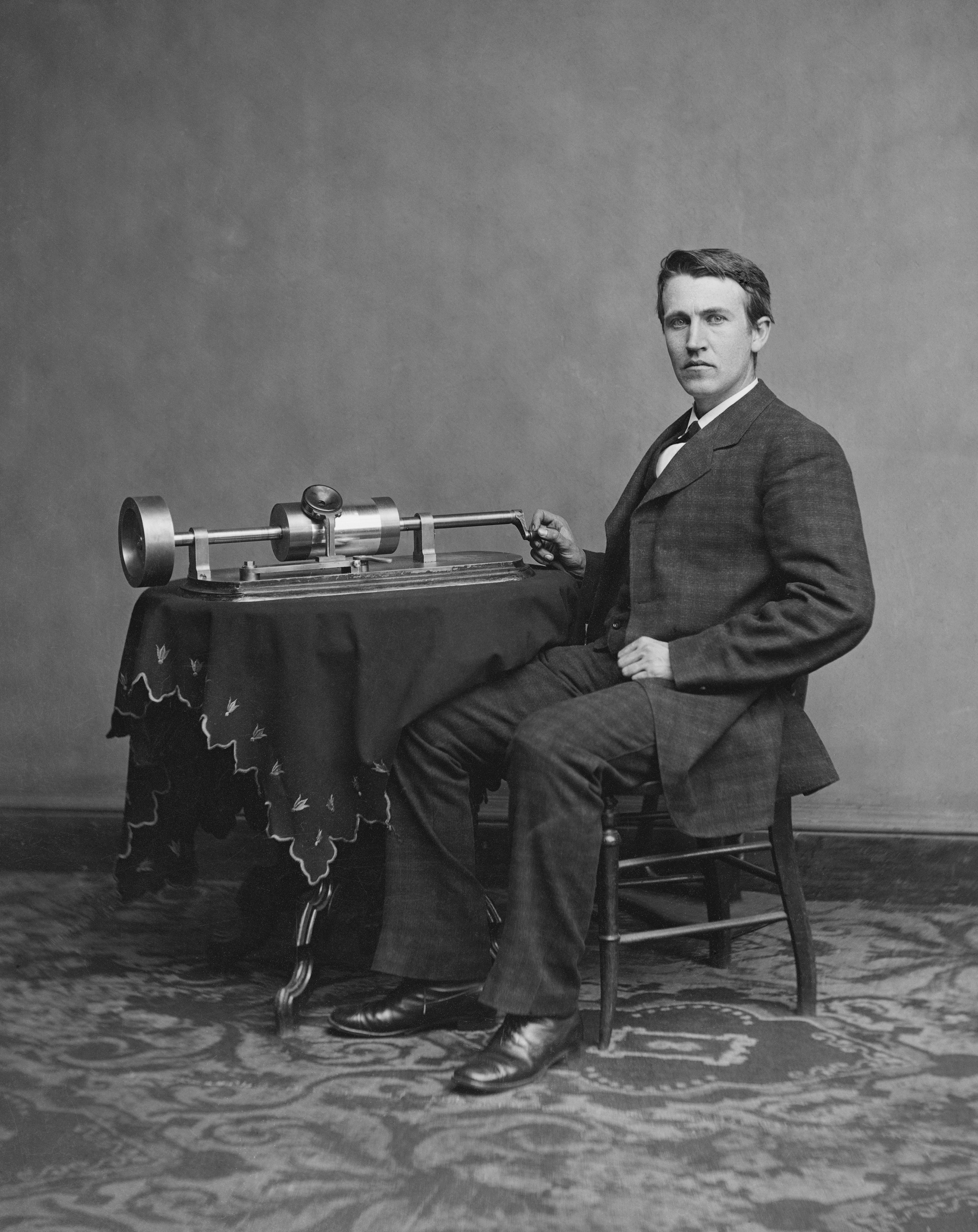
Jedną z tez poematu Nezvala jest sugestia, że człowiek powinien pozostawić po sobie jakiś ślad. Fonograf Edisona (na zdjęciu) umożliwiał zapis dźwięku, a co za tym idzie zachowanie dla potomnych głosu człowieka. Jednym z pierwszych ludzi uwiecznionych przy pomocy fonografu był angielski poeta Robert Browning

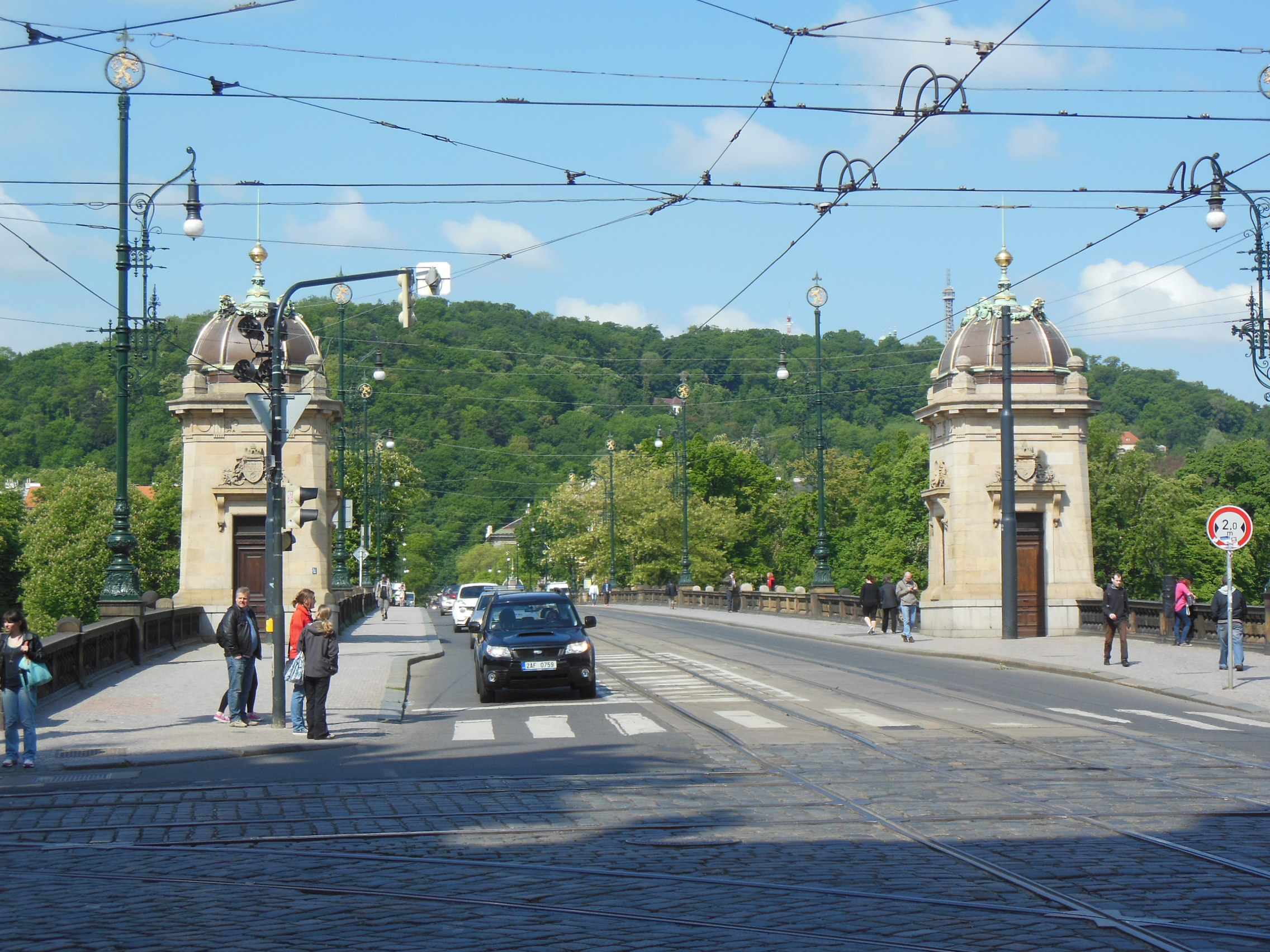
Most Legii w Pradze, miejsce, w którym Vítězslav Nezval rozpoczął akcję poematu o Edisonie

Edison – poemat czeskiego poety Vítězslava Nezvala, powstały jesienią 1927, opublikowany w połowie 1928, a następnie włączony do zbioru Básně noci (Wiersze nocy) i w takim układzie wydawany w latach powojennych. Napisanie poematu zajęło autorowi tylko cztery dni, a źródłem jego inspiracji był przeczytany w gazecie artykuł o Edisonie z okazji osiemdziesiątych urodzin wynalazcy. Utwór składa się z pięciu części.

## Forma
Utwór został napisany sześciostopowym wierszem trocheicznym (dwunastozgłoskowcem), parzyście rymowanym. Ponieważ poeta używa zarówno rymów żeńskich, jak i męskich, niektóre wersy są jedenastozgłoskowe. W refrenie poeta zastosował kunsztowną konstrukcję instrumentacyjną, opartą na aliteracji słów smutek (smutek), stesk (tęsknota) i úzkost (trwoga). W wielu miejscach zbudował długie enumeracje (wyliczenia), bazujące na anaforze i paralelizmie składniowym. Kompozycja poematu nawiązuje do muzycznej formy sonaty.

## Bohater
Tytułowym bohaterem poematu Vítězslava Nezvala jest Thomas Alva Edison, amerykański wynalazca, który opracował lub udoskonalił dużą liczbę urządzeń technicznych, powszechnie stosowanych w XX wieku, jak żarówka czy fonograf. W ujęciu Nezvala Edison jest nowoczesnym geniuszem, który wyrasta na przywódcę swojego narodu. Jednocześnie poeta uznaje siebie samego za twórcę z gatunku Edisona, który broni się przed smutkiem z powodu śmiertelności, zaangażowaniem w pracę literacką. Heroicznej postawie Edisona przeciwstawiony został świat ludzi, którzy marnują życie, uosobiony w postaci hazardowego gracza-samobójcy. Wraz z pojawieniem się Edisona zmienia się charakter refrenu, który z pesymistycznego staje się optymistyczny. Miejsce smutku, tęsknoty i trwogi zajmuje odwaga i radość.

## Praga
Początkowa część poematu jest osadzona w scenerii nocnej Pragi. Rzecz dzieje się o północy. Wspomniane są znane praskie miejsca i obiekty, katedra na Hradczanach czy Most Legii. Dopiero później akcja przenosi się do Stanów Zjednoczonych, miejsca życia i działalności Thomasa Alvy Edisona. Nezval przedstawia między innymi pobyt bohatera w Nowym Jorku. Kiedy podmiot liryczny wraca do Pragi przywołuje kawiarnię Café Slavia, którą poeta, podobnie jak inni znani literaci dwudziestolecia międzywojennego, często odwiedzał. Pisało tym w wierszu Kavárna Slávie Jaroslav Seifert.

## Kontynuacja
Kontynuacją Edisona jest poemat Signál času (Sygnał czasu), będący elegią na śmierć Edisona, który zmarł w 1931. Utwór ten wyraża zadumę nad powszechną śmiertelnością ludzi. Poeta pisze wprost, że Edison umarł, a po nim umrą inni, za to życie potoczy się własnym torem i niczyja śmierć tego nie zmieni. Utwór jest napisany tym samym rozmiarem wiersza, co Edison. Nezval użył trocheicznego sześciostopowca również w wierszach Silvestrovská noc (Noc sylwestrowa) i Neznámá ze Seiny (Nieznajoma z Sekwany). W wersyfikacji czeskiej, tak samo jak w polskiej, metrum trocheiczne jest zgodne z naturalnym rytmem języka. Nezval odnowił ten rodzaj wiersza. Jak pisze w komentarzu do wydania Edisona i innych wierszy poety z 1958 Jiří Hájek, trocheiczny sześciostopowiec już na zawsze w świadomości czeskich czytelników poezji pozostanie związany z nazwiskiem Nezvala.

## Przekłady
Edison należy do częściej tłumaczonych utworów Vítězslava Nezvala. Poemat przełożyli na język polski Kazimierz Andrzej Jaworski i Józef Waczków. Obaj tłumacze zachowali charakterystyczną formę oryginału. Na język angielski dzieło Nezvala przełożył Ewald Osers. Na język francuski dzieło przetłumaczył, przy współpracy autora, François Kérel.